# طارق الكاشف
طارق الكاشف (-7 مارس 2024) هو ممثل منتج ومخرج مصري.

## مشواره المهني
هو شقيق المخرج رضوان الكاشف
بدأ نشاطه فترة التسعينات من القرن العشرين كمخرج للعديد من الأفلام والمسلسلات التليفزيونية بالاضافة لعمله في مجال الإعلانات التلفزيونية واخراج الأغاني المصورة ساهم في اكتشاف العديد من الفنانين منهم هشام عباس وأحمدالجبالي وسيمون من خلال شركته أمريكانا  .
 كان يملك ستديو تسجيلات بتقنيات التراك مع شقيقه عمر الكاشف أول تسجيل كان لألبوم فريق "طيبة" "الدنيا صغيرة "
شارك في تسجيل الأغاني لفيلم أنياب ،عمل كمهندس صوت مع عدد من الفنانين،شغل منصب رئيس شبكة أوربت الإعلامية حتى العام 2013 كما كان مديراً لبرنامج القاهرة اليوم الذي كان يُقدمه الإعلامي عمرو أديب

## أعماله

### إخراج الأغاني المصورة
| الفنان         | الأغنية                                                                               | العام      |
| -------------- | ------------------------------------------------------------------------------------- | ---------- |
| سميرة سعيد     | عاشقة، خايفة، أنا أحب، يا دمع                                                         | 1993-1994  |
| عمرو دياب      | كان عندك حق،يا عمرنا                                                                  | 1993       |
| هشام عباس      | جلجلي،حلال عليكي ، يا راميني،كم مرة،أحلى ما فيكي،يا ليلة                              | 1993-1997  |
| لطيفة التونسية | في يوم واحد،وأخيراً ،الموضوع منتهي،إن كان كالبعد ،انا قلبي عليل،الحق الحق،في غيابك عني | 1995-1996  |
| سيمون          | بتكلم جد،تاكسي سيمون،وياك                                                             | 1989-1993  |
| حميد الشاعري   | بتكلم جد،جلجلي،حلال عليكي                                                             | -1989 1993 |
| عامر منيب      | لمحي                                                                                  | 1990       |
| محمد فؤاد      | قولي                                                                                  | 1990       |

### التمثيل
| العام | العمل         | نوعه    |
| ----- | ------------- | ------- |
| 2017: | لأعلى سعر     | (مسلسل) |
| 2010  | محترم إلا ربع | (فيلم)  |
| 2009  | فؤش الجيل     | (مسلسل) |

### إخراج الأفلام والمسلسلات
بين السما والأرض
2021 - مسلسل
(مساعد مخرج أول)
إسود فاتح
2020 - مسلسل
(مساعد مخرج أول)
صاحب المقام
2020 - فيلم
(مخرج منفذ)
قرمط بيتمرمط
2019 - فيلم
(مخرج منفذ)
أرض النفاق
2018 - مسلسل
(مساعد مخرج أول)
لأعلى سعر
2017 - مسلسل
(مساعد مخرج أول)
الخروج
2016 - مسلسل
(مساعد مخرج أول)
كنغر حبنا
2016 - فيلم
(مساعد مخرج)
في غمضة عين
2013 - مسلسل
(مخرج مساعد)
قلب الأسد
2013 - فيلم
(سكريبت حركة)
شيكامارا
2007 - فيلم
(كلاكيت)

## وفاته
توفي في 7 مارس 2024 بعد صراع مع المرض 